# Ядвіга Ангальська
Ядвіга Ангальська (пол. Jadwiga Anhalcka) (? — 21 грудня 1259) — княжна Легницька, перша дружина великого князя Польського Болеслава II Рогатки. Далекий нащадок Великих князів Київських.

## Біографія
Ядвіга була донькою Генріха I, графа Ангальта.
Вийшла заміж за Болеслава ІІ Рогатку 8 травня 1242 року. Подружжя було родичами у четвертому ступені. Невідомо, чи отримали вони Папський дозвіл на шлюб. У «Житії святої Ядвіги», є інформацію про те, що св. Ядвіґа явилась принцесі Ядвизі Ангальській й провіщала, що вона буде страждати від чоловіка.
Ядвіга померла 1259 року і була похована в Цистерцианському монастирі в Любйонзі.

## Родина
Чоловік — Болеслав II Лисий, великий князь Польський
Діти:
- Агнес (1243/1250—1265), дружина Ульріха I, графа Вюртемберга
- Генріх (1248—1296), князь Легніцький
- Ядвіга (1250/1255—1280), дружина Конрада II Мазовецького
- Болко (1252/1256—1301), князь Яворський і Свидніцький
- Конрад (помер дитиною)
- Елізабет (1259-після 1268), дружина Людвига фон Хакеборна
- Ганна (1255—1270), аббатиса монастиря в Требніці
- Бернард (1253/57 — 25 квітня 1286).

## Генеалогія
Ядвіга Ангальська веде свій родовід, в тому числі, й від Великих князів Київських Володимира Великого та Ярослава Мудрого